# 고미야촌
고미야촌(小宮村)은 도쿄도 니시타마군에 설치되었던 촌이다. 현재의 아키루노시에 해당한다.